# Прекраснейший часослов герцога Беррийского
«Прекраснейший часослов герцога Беррийского» или «Изящный часослов герцога Беррийского» (фр. Les Très Belles Heures du duc de Berry), называемый также «Брюссельским часословом» — иллюминированный манускрипт; часослов, заказанный Жаном Беррийским. В настоящее время хранится в Брюсселе в Королевской библиотеке (инв. номер Ms. 11060-61).
Инвентарь герцога Беррийского от 1402 года содержит пометку о книге под номером 1050: «…замечательный часослов, богато украшенный и иллюстрированный рукой Жакмара де Эдена»[1]. Это описание исследователями (Леопольд Делиль — впервые; позднее Миллард Мисс в своей работе «Французская живопись эпохи Жана Беррийского» приводит доказательства этой гипотезы) относится к «Прекраснейшему часослову» и даёт дату окончания работы над ним. 
Однако у некоторых историков искусства вызывает сомнения утверждение, что в инвентаре описана именно эта книга[2] (в 1937 году гипотезу Делиля отверг Ф. Лина; свои сомнения высказал и Р. Калкинс в 1970). Точно известно, что Брюссельский часослов был заказан герцогом Беррийским: в манускрипте два его портрета, а на многих страницах повторяется изображение его герба. Известно, что манускрипт был передан герцогу Бургундии, возможно Жану Бесстрашному. В инвентаре Маргариты Баварской от 1424 года присутствует запись об этом часослове.
Далее о его судьбе ничего не известно вплоть до 1842 года. Вероятно, он оставался в библиотеке герцогов.